# Henri-Georges Bréard
Pour les articles homonymes, voir Bréard.
Henri-Georges Bréard, né en 1873 à Paris où il est mort en 1950, est un peintre français.

## Biographie
Henri-Georges Bréard est élève de Henri Royer et de François Schommer. Il devient membre de la Société des artistes français. Peintre de portrait et de paysage, il expose au Salon des artistes français de 1911 à 1939 et y obtient une mention honorable en 1924. En 1942, il lègue au Musée du Louvre son importante collection de statuettes en bois.